# Thomatal
Thomatal ist eine der 15 Gemeinden im Bezirk Tamsweg (Lungau) im Land Salzburg in Österreich mit 337 Einwohnern (Stand 1. Jänner 2024).

## Geographie
Die Gemeinde Thomatal liegt in der Talfurche zwischen dem Schwarzenberg und den Lungauer Nockbergen im Biosphärenpark Salzburger Lungau und Kärntner Nockberge. Das Gemeindegebiet umfasst das Einzugsgebiet des Bundschuhbaches mit seinen Quellbächen. Der Schönfeldsattel bildet einen Übergang in die Krems (Kärnten).
Der Ort liegt auf 1030 Meter Seehöhe, der höchste Punkt der Gemeinde ist der Königstuhl mit 2336 Meter. Die Fläche umfasst 76 Quadratkilometer. Davon sind 48 Prozent bewaldet, 47 Prozent sind Almen und vier Prozent landwirtschaftliche Nutzfläche.

### Gemeindegliederung
Das Gemeindegebiet gliedert sich in zwei Katastralgemeinden bzw. gleichnamige Ortschaften (Fläche Stand 31. Dezember 2023, Bevölkerung Stand 1. Jänner 2024):
- Bundschuh (5.118,19 ha, 31 Einw.)
- Thomatal (2.453,23 ha, 306 Einw.)

Bis Ende Jänner 1962 gehörte die Gemeinde zum Gerichtsbezirk Sankt Michael im Lungau, seit Februar 1962 ist sie Teil des Gerichtsbezirks Tamsweg.

### Nachbargemeinden
| Sankt Margarethen im Lungau | Unternberg                                  |             |
| Rennweg am Katschberg (SP)  | Kompassrose, die auf Nachbargemeinden zeigt | Ramingstein |
| Krems in Kärnten (SP)       | Stadl-Predlitz (MU)                         |             |

## Geschichte
Die Burg Edenfest wurde urkundlich erstmals 1147 mit ihrem früheren Namen Lewenstein genannt. Der Bischof Reginbert von Passau schenkte Otto von Machlang Besitzungen im Lungau, nahm aber die Burg Lewenstein davon aus. Die Burg lag südlich von Gruben auf einem Felsen in einer Schlinge des Bundschuhbaches. Bereits 1467/70 wird sie in einem Lehenhsbrief als „öde Vest“ bezeichnet, heute sind nur noch wenige Mauerreste zu sehen, die 1998–1999 bei einer archäologischen Grabung freigelegt wurden.
Das Tal wurde 1314 in einem Kaufvertrag des Erzbischofs Weichart von Polheim erstmals schriftlich erwähnt. Funde von Grundmauern im Bereich der heutigen Kirche weisen auf die Reste eines Tempels des römischen Sonnengottes Mithras hin.
Thomatal hat eine lange Bergbautradition. Eisen wurde im Schönfeldgebiet abgebaut und bis 1885 in einem Hochofen in Bundschuh geschmolzen. Zeugnisse davon sind im Montanmuseum in Bundschuh zu besichtigen.
Eine Kirche gab es vermutlich seit dem 13. Jahrhundert, urkundlich erwähnt wird sie erstmals 1470. Dennoch gehörte Thomatal lange zur Pfarre St. Michael. Durch eine Stiftung erhielt der Ort 1738 ein Vikariat. Eine eigenständige Pfarre ist Thomatal seit 1891.
Die Gemeinde ist seit 1891 selbstständig.

## Politik

### Gemeinderat
| Gemeinderatswahl 2024Wahlbeteiligung: 82,8 % 1009080706050403020100 100,0 % (± 0,00 %p) GFT20192024 |

Die Gemeindevertretung hat insgesamt 9 Mitglieder.
- Mit den Gemeindevertretungs- und Bürgermeisterwahlen in Salzburg 2004 hatte die Gemeindevertretung folgende Verteilung: 5 Liste Thomatal, und 4 FPÖ.
- Mit den Gemeindevertretungs- und Bürgermeisterwahlen in Salzburg 2009 hatte die Gemeindevertretung folgende Verteilung: 5 Liste Thomatal, und 4 FPÖ.
- Mit den Gemeindevertretungs- und Bürgermeisterwahlen in Salzburg 2014 hatte die Gemeindevertretung folgende Verteilung: 5 Liste Thomatal, und 4 FPÖ.
- Mit den Gemeindevertretungs- und Bürgermeisterwahlen in Salzburg 2019 hatte die Gemeindevertretung folgende Verteilung: 9 Gemeinsam für Thomatal.
- Mit den Gemeindevertretungs- und Bürgermeisterwahlen in Salzburg 2024 hat die Gemeindevertretung folgende Verteilung: 9 Gemeinsam für Thomatal.[9]

|  | Hier fehlt eine Grafik, die leider im Moment aus technischen Gründen nicht angezeigt werden kann. Wir arbeiten daran! |

### Bürgermeister
- 1994–2019 Valentin König (Liste Thomatal)[10]
- seit 2019 Klaus Drießler (Gemeinsam für Thomatal)[11]

### Wappen
Blasonierung (Wappenbeschreibung):
Im blauen Schild auf grünem Dreiberg ein silberner, runder Schmelzofen, aus dem oben drei Flammen lodern.

## Kultur und Sehenswürdigkeiten
- Burgruine Edenvest

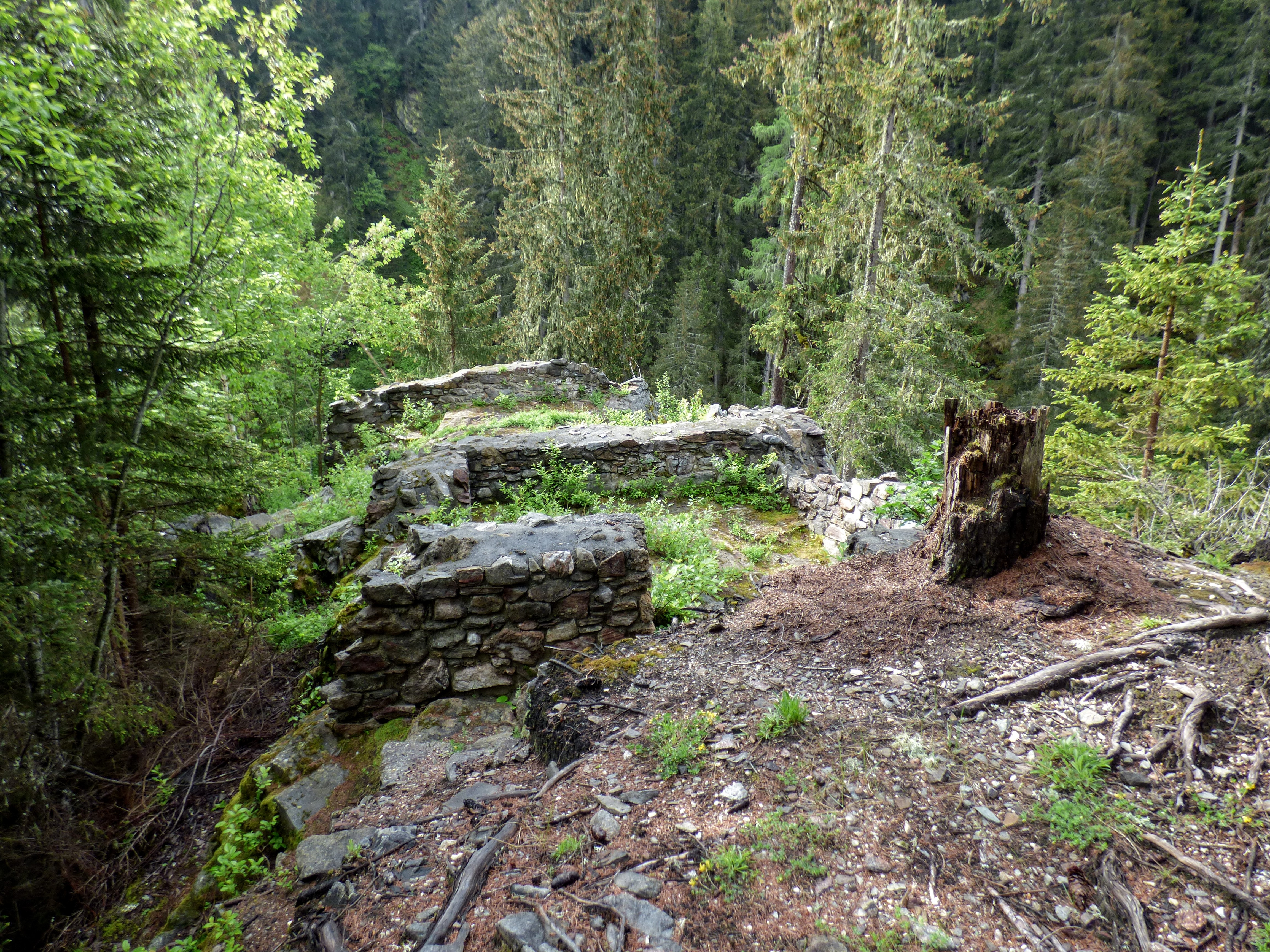
Burgruine Edenvest

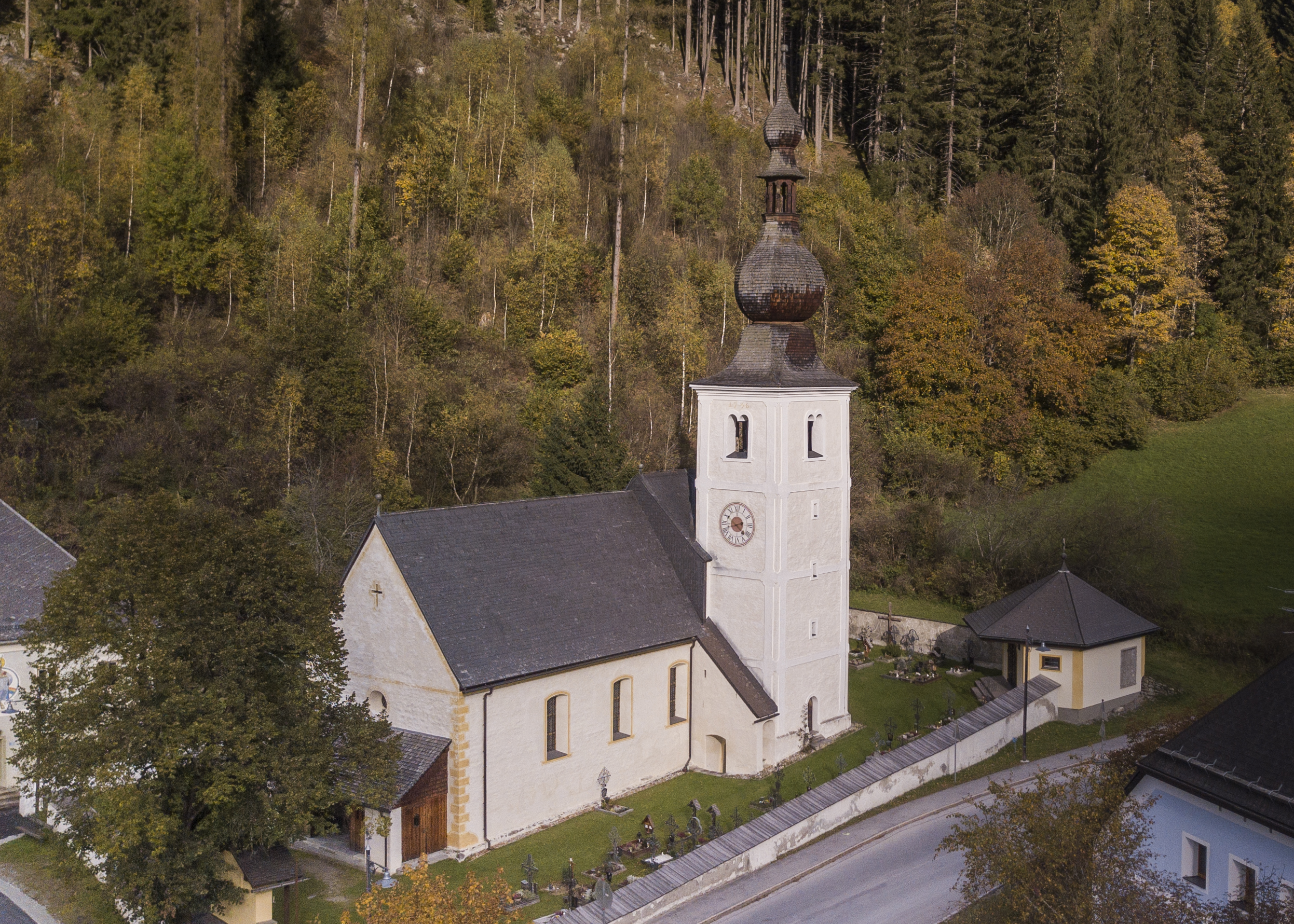
Pfarrkirche Thomatal

- Katholische Pfarrkirche Thomatal hl. Georg: Auch Wallfahrtskirche, erstmals 1470 erwähnt. An den berühmtesten Pfarrer des Lungaues Valentin Pfeifenberger erinnert eine Statue vor der Pfarrkirche, sie zeigt den Pfarrer beim Palmsonntagsumzug mit dem Esel.
- Hochofen in Bundschuh

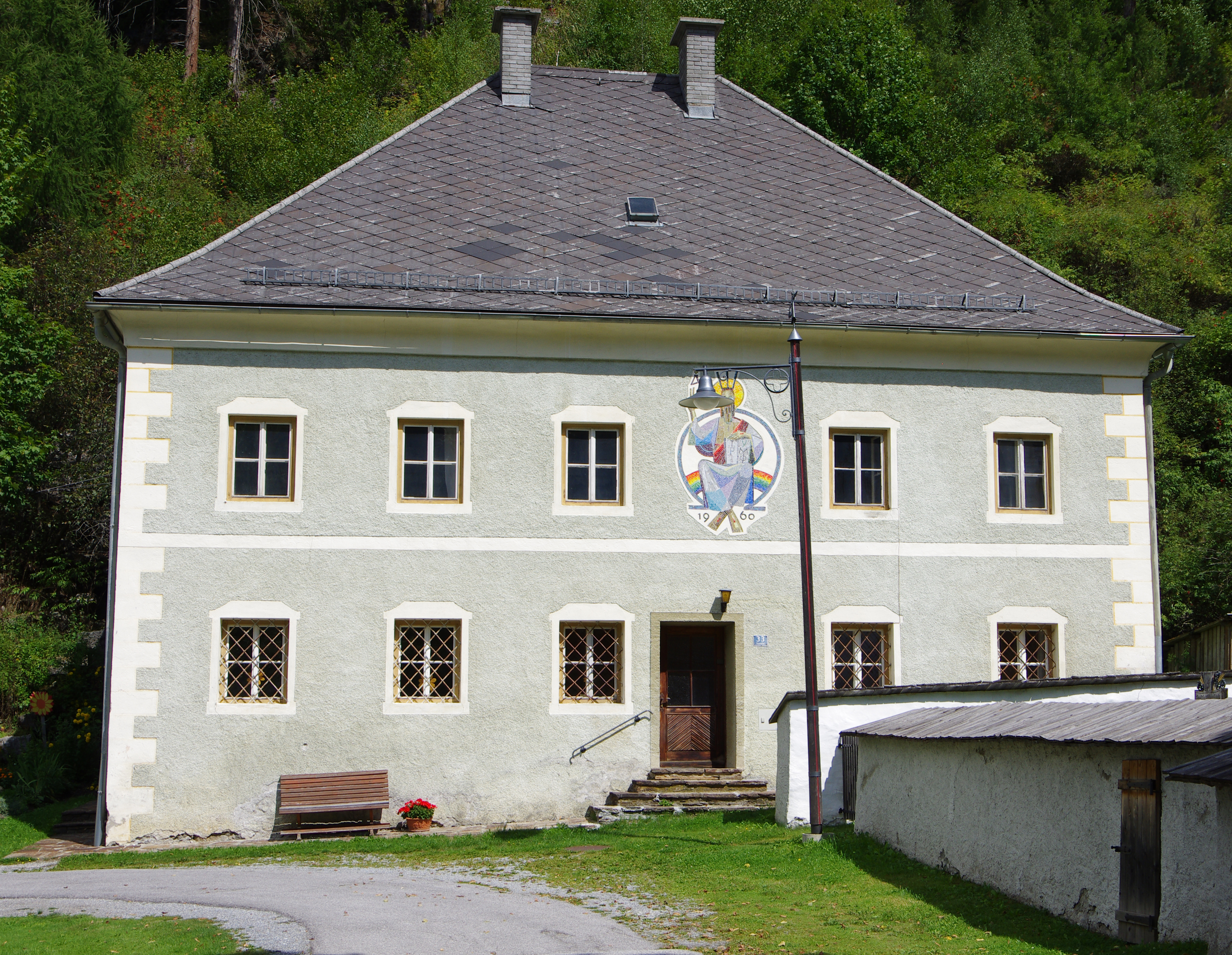
Der Pfarrhof
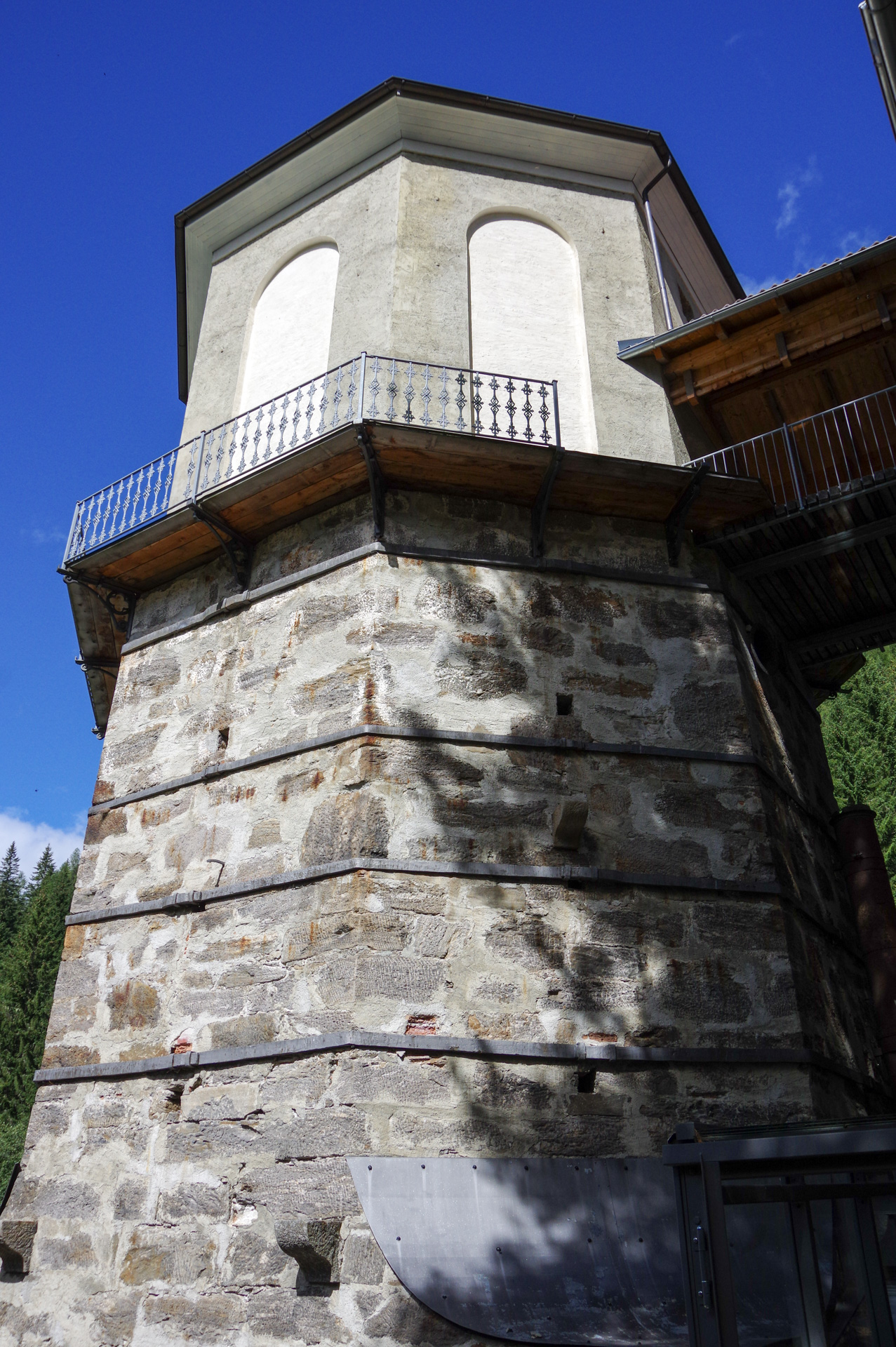
Der Hochofen in Bundschuh

## Wirtschaft und Infrastruktur

### Wirtschaftssektoren
Von den 30 landwirtschaftlichen Betrieben des Jahres 2010 wurden sieben im Haupt-, achtzehn im Nebenerwerb, drei von Personengemeinschaften und zwei juristischen Personen geführt. Im Produktionssektor waren 27 der 28 Erwerbstätigen im Bereich Herstellung von Waren beschäftigt. Im Dienstleistungssektor arbeiteten acht Menschen im Bereich soziale und öffentliche Dienste, fünf in Beherbergung und Gastronomie und einer im Handel.
| Wirtschaftssektor            | Anzahl Betriebe | Anzahl Betriebe | Anzahl Betriebe | Erwerbstätige | Erwerbstätige | Erwerbstätige |
| Wirtschaftssektor            | 2021            | 2011            | 2001            | 2021          | 2011          | 2001          |
| ---------------------------- | --------------- | --------------- | --------------- | ------------- | ------------- | ------------- |
| Land- und Forstwirtschaft 1) | 15              | 30              | 36              | 18            | 14            | 14            |
| Produktion                   | 7               | 5               | 5               | 37            | 28            | 19            |
| Dienstleistung               | 8               | 8               | 8               | 31            | 14            | 16            |

1) Betriebe mit Fläche in den Jahren 2010 und 1999, Arbeitsstätten im Jahr 2021

### Arbeitsmarkt, Pendeln
Im Jahr 2011 lebten 161 Erwerbstätige in Thomatal. Davon arbeiteten vierzig in der Gemeinde, drei Viertel pendelten aus.

### Tourismus
Der Ort bietet sich als Startpunkt für Wanderungen in der Gebirgslandschaft oder zum erholsamen Urlaub an. Im Wintersportgebiet Schönfeld (1740 m) kann man Tourengehen oder auf der Höhenloipe langlaufen. Hier gibt es auch einen Schlepplift und einen Übungslift für Kinder.
Die Anzahl der Übernachtungen in Thomatal stieg von 13.000 im Jahr 2010 auf 26.000 im Jahr 2019. Siebzig Prozent der Übernachtungen entfallen auf die Monate Jänner, Februar und März.
|  | Hier fehlt eine Grafik, die leider im Moment aus technischen Gründen nicht angezeigt werden kann. Wir arbeiten daran! |

## Persönlichkeiten

### Ehrenbürger der Gemeinde
- Valentin Pfeifenberger (1914–2004), Pfarrer von Thomatal 1956–2004